# 京杭大运河镇江段
京杭大运河镇江段在狭义上，指2006年公布的第六批全国重点文物保护单位——京杭大运河的子项。在广义上，指今镇江市境内的京杭大运河航段。
大运河镇江段分为城区运河故道和现代运河两部分。其中，城区运河故道由长江入口平政桥至谏壁三叉口（谏壁镇），入江南运河:33，全长16.69千米；现代运河从谏壁至常州，全长42.55千米。市区的运河故道开凿于宋代，其形态、位置基本未变。在当代曾有过“黑臭的面貌”。经过大规模清淤、治污、绿化等工程，改善环境。通过新建旅游景点和道路，初步形成古运河风光带:33。2013年时，镇江市古运河风光带建设全面开工。

## 全国重点文物保护单位
京杭大运河镇江段共分四处，分别是虎踞桥、江河交汇处、新河街一条街、西津渡古街。
大运河（江南运河）与长江在镇江市境内的交汇口共有五个，沿江自西向东依次是大京口、小京口、甘露口、丹徒口、谏壁口。江河交汇处即是其中的三处——谏壁口、丹徒口、小京口。小京口位于平政桥两侧，丹徒口位于丹徒镇北临江处，谏壁口位于谏壁镇北。